# Oostenrijks-Gelre
Het hertogdom Oostenrijks-Gelre of Oostenrijks-Gelderland is het gedeelte van Opper-Gelre dat ook na 1715 bij de Zuidelijke Nederlanden, voortaan "Oostenrijkse Nederlanden", bleef. Het ging om het zuidelijke deel, met o.m. de steden Roermond, Wessem en Weert.

## Oprichting
In 1700 behoort geheel Opper-Gelre nog tot de Spaanse Nederlanden (zie geschiedenis van Opper-Gelre). Spoedig breekt echter de Spaanse Successieoorlog uit. Bij de Vrede van Utrecht (1713) wordt overeengekomen dat de overwinnaars Opper-Gelre in vieren delen. Met het nieuwe Barrièretractaat (1715) wordt ook de laatste deling vastgelegd: die tussen de Staten-Generaal en de Oostenrijkse tak van het Huis Habsburg. In dit laatste restant wordt in maart 1716 la Gueldre Autrichienne opgericht.
Oostenrijks-Gelre bestaat uit Roermond en het aanliggende Cruchten, een restant van het "ambt Erkelenz" (Elmpt, (Neder)kruchten, Overkruchten en Wegberg). Verder liggen vijf rijksvrije heerlijkheden op leenrechtelijk en/of juridisch vlak binnen de invloedssfeer: Weert (met Nederweert), Wessem, Meijel, Dalenbroek en Obbicht-Papenhoven. Tot slot fungeren de Nederrijnse territoria Thorn en Kessenich als protectoraat. Bij het Verdrag van Fontainebleau (1785) wordt Obbicht-Papenhoven afgestaan aan het Staatse deel.

## Einde
In 1790 neemt Oostenrijks-Gelre deel aan de oprichting van de Verenigde Nederlandse Staten, die echter eind dat jaar weer het keizerlijke gezag erkennen. Het keizerlijke gezag duurt echter niet lang meer.
Tijdens de Eerste Coalitieoorlog drijft Francisco de Miranda de Oostenrijkse troepen uit de Nederlanden. In december 1792 neemt hij ook Oostenrijks-Gelre in. Hij ontruimt de Rechtermaasoever weer in maart 1793, als gevolg van de Franse nederlaag bij Aldenhoven.
In september 1794 wordt de Franse heerschappij definitief gevestigd. Een jaar later wordt het hertogdom opgeheven en ingedeeld bij het departement Nedermaas.
In 1814-6 gaat het voormalige Oostenrijks-Gelre, met uitzondering van het gebied Cruchten, op in het nieuwe Verenigd Koninkrijk der Nederlanden (zie oprichting van het Verenigd Koninkrijk der Nederlanden).